# Лавінія
Лаві́нія (лат. Lavinia) — дочка Латина та Амати, друга дружина Енея. Епонім міста Лавінія.
За римською міфологією Амата хотіла віддати її в шлюб із Турном, але боги вирішили віддати її за Енея. Еней убив Турна в битві.